# Верховина (Борисовський район)
Верховина (біл. вёска Вярховіна) — село в складі Борисовського району Мінської області, Білорусь. Село підпорядковане Веселівській сільській раді, розташоване в північно-східній частині області.